# Afabet
Afabet (Tigrinya: ኣፋበት)(ook gespeld als Afaabet of Af Abet) is een plaats in het noordoosten van Eritrea, gelegen in de regio Noordelijke Rode Zee. Afabet ligt op ongeveer 150 kilometer ten westen van de havenstad Massawa en speelt een belangrijke rol als lokaal handelscentrum en uitvalsbasis in het bergachtige Sahelgebied.

## Geografie
Afabet ligt aan de rand van het Sahelgebergte, in een overgangsgebied tussen het kustplateau en de hooglanden van Eritrea. De omgeving is grotendeels droog en rotsachtig, met enkele seizoensgebonden rivieren en beperkte landbouwmogelijkheden. Afabet vormt een strategisch knooppunt tussen de kust en het binnenland.

## Geschiedenis

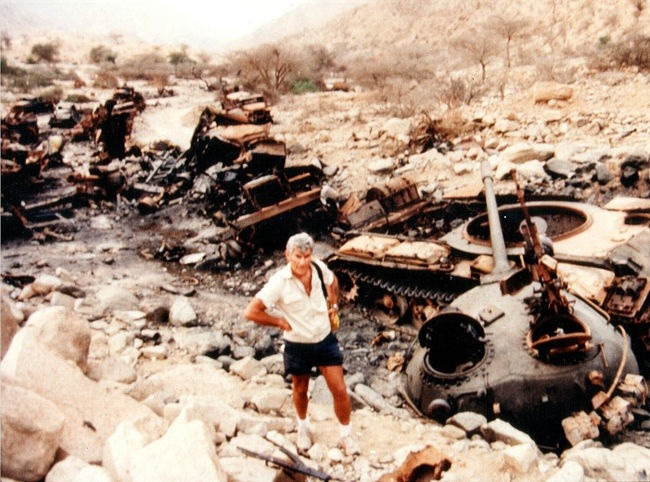

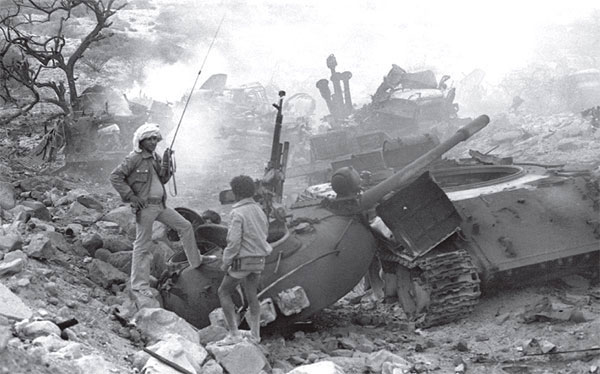
Vernielde Ethiopische tanks na de Slag om Afabet

Afabet is vooral bekend vanwege zijn strategische belang tijdens de Eritrese Onafhankelijkheidsoorlog (1961–1991). In maart 1988 vond nabij de stad de Slag bij Afabet plaats, een van de grootste veldslagen tijdens het conflict. Tijdens deze veldslag wisten troepen van het Eritrean People's Liberation Front (EPLF) een grote overwinning te behalen op het Ethiopische leger, dat aanzienlijke verliezen leed. De slag markeerde een keerpunt in de strijd voor onafhankelijkheid en leidde tot internationale aandacht voor de Eritrese zaak.
Na de onafhankelijkheid van Eritrea in 1993 bleef Afabet een belangrijk regionaal centrum, hoewel het door gebrek aan infrastructuur en beperkte ontwikkeling relatief geïsoleerd is gebleven.

## Bevolking
Er zijn geen officiële recente cijfers over de bevolking van Afabet, maar schattingen spreken van enkele duizenden inwoners. De bevolking bestaat voornamelijk uit Tigre en Saho, twee etnische groepen die in het noordoosten van Eritrea won
en. De meeste bewoners zijn islamitisch en leven van kleinschalige landbouw, veeteelt en handel.

## Economie en infrastructuur
Afabet vervult een rol als marktstad voor de omliggende dorpen. Door zijn ligging langs de route tussen Massawa en het Sahelgebied fungeert de stad als doorvoerplek voor goederen en reizigers. De infrastructuur is beperkt; de wegen zijn grotendeels onverhard en voorzieningen als elektriciteit en stromend water zijn niet overal gegarandeerd aanwezig.

## Cultuur en religie
De stad kent enkele moskeeën die dienstdoen als religieuze en sociale centra. Traditionele vormen van muziek, poëzie en dans maken deel uit van het culturele leven van de gemeenschap. Door de ligging in een grensgebied tussen bevolkingsgroepen is Afabet een plek waar diverse dialecten en tradities elkaar ontmoeten.

## Heden
Afabet blijft symbool staan voor het verzet en de overwinning van het Eritrese volk in de jaren tachtig. De locatie van de veldslag wordt beschouwd als een historisch belangrijke plaats binnen het Eritrese nationale bewustzijn. Ondanks economische uitdagingen is de stad van betekenis gebleven binnen de Noordelijke Rode Zee-regio.